# Les Mages
Les Mages is een gemeente in het Franse departement Gard (regio Occitanie). De plaats maakt deel uit van het arrondissement Alès. Les Mages telde op 1 januari 2022 2.107 inwoners.

## Geografie
De oppervlakte van Les Mages bedroeg op 1 januari 2022 12,69 vierkante kilometer; de bevolkingsdichtheid was toen 166 inwoners per km².

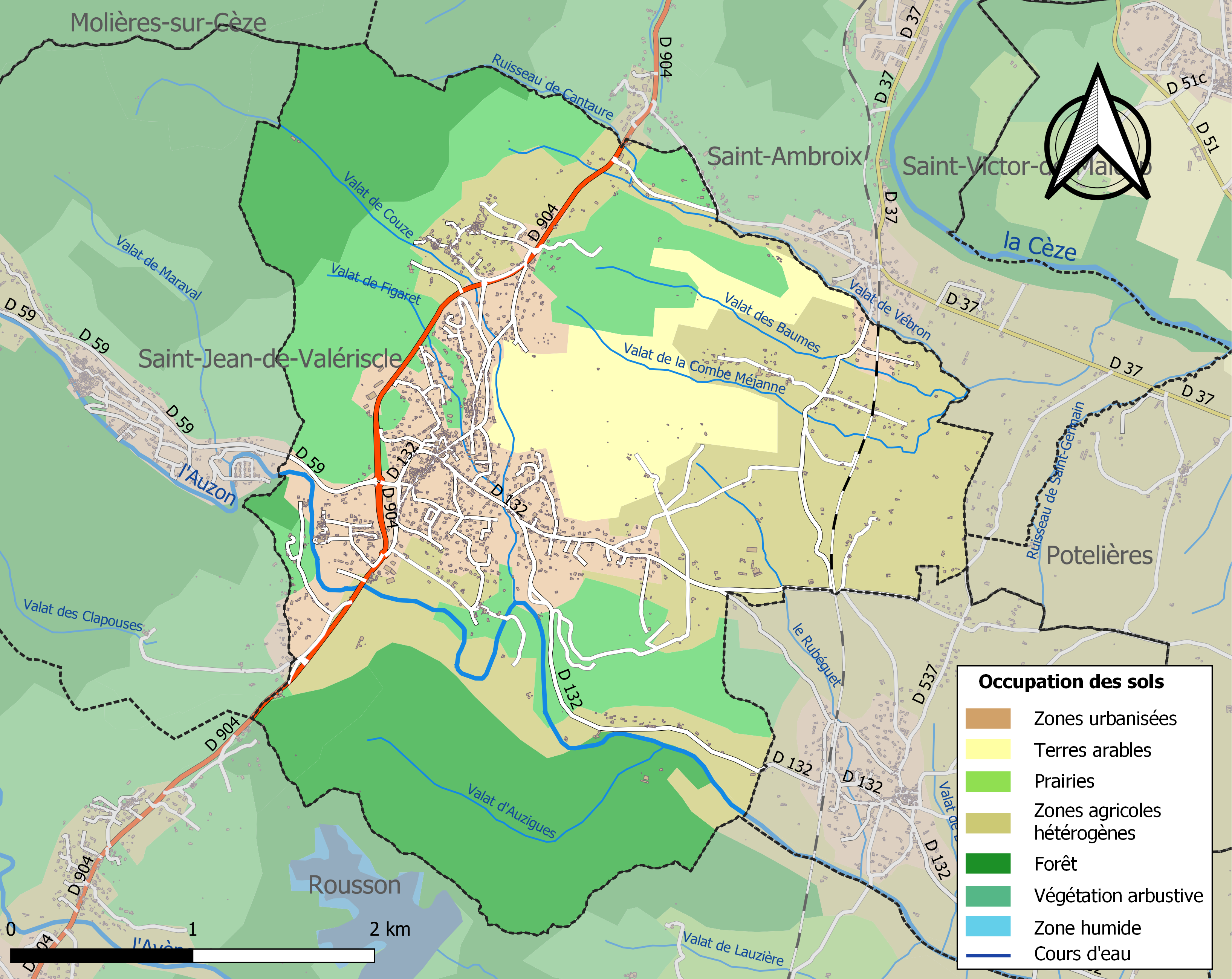
Kaart van de gemeente met belangrijkste infrastructuur, bodemgebruik en omliggende gemeenten

## Demografie
Onderstaande figuur toont het verloop van het inwonertal (bron: INSEE-tellingen).